# Atelopus famelicus
Espèce
Synonymes
- Atelopus negreti Ruiz-Carranza, Vélez & Ardila-Robayo, 1995

Statut de conservation UICN

 CR A2ace : 
En danger critique
Atelopus famelicus est une espèce d'amphibiens de la famille des Bufonidae.

## Répartition
Cette espèce est endémique du département de Cauca en Colombie,. Elle se rencontre entre 1 300 et 1 580 m d'altitude sur le versant occidental de la cordillère Occidentale.

## Publication originale
- Rivero & Morales, 1995 "1992" : Description of a new species of Atelopus from Departamento del Cauca, Colombia. Brenesia, vol. 38, p. 29-36.